# Canneseries

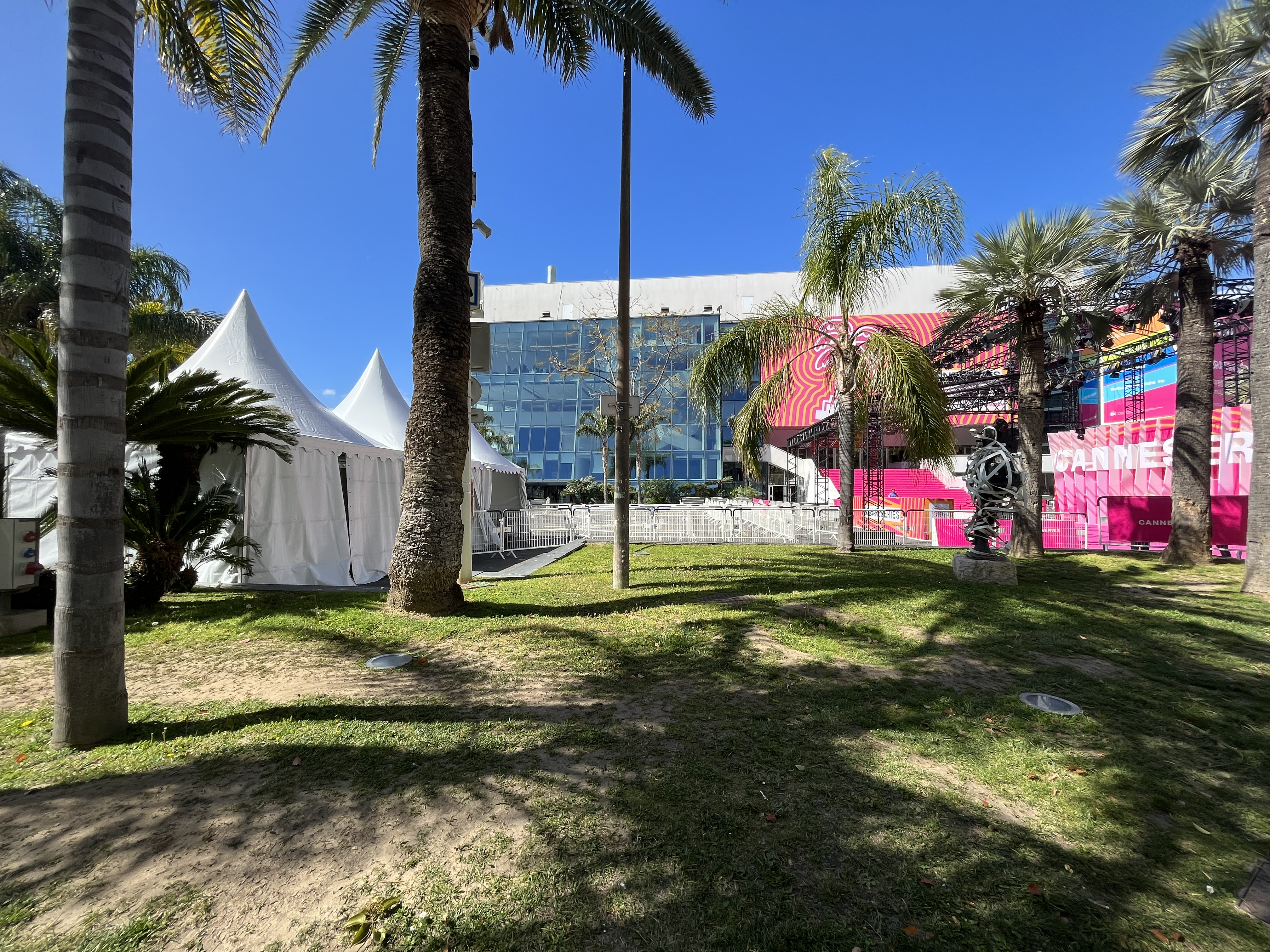
Buitenbeeld van het Palais des Festivals et des Congrès tijdens Canneseries in april 2023

Canneseries (soms gestileerd als CANNESERIES) is een jaarlijks festival voor televisieseries dat wordt gehouden in het Palais des Festivals et des Congrès in Cannes, Frankrijk. Het festival, dat gratis en open is voor het publiek, werd opgericht in 2018 en duurt zes dagen. Het festival ging tot 2024 meestal gelijktijdig met de eveneens in Cannes gehoste MIPTV Media Market door, dit professioneel verkoopsmoment verhuist evenwel als MIP London vanaf 2025 naar de Britse hoofdstad.

## Geschiedenis
In 2014 steunde de toen verkozen burgemeester van Cannes, David Lisnard, als een van zijn verkiezingsbeloftes het idee van een internationaal televisiefestival in de stad. In 2017 werd de voormalige Franse minister van Cultuur Fleur Pellerin aangesteld als festivalvoorzitter en Benoît Louvet als algemeen directeur. In juni 2017 werd aangekondigd dat de eerste editie van Canneseries in april 2018 zou worden gehouden.
| Nr | Jaar | Datum              |
| -- | ---- | ------------------ |
| 1  | 2018 | 4–11 april         |
| 2  | 2019 | 5–10 april         |
| 3  | 2020 | 9–14 oktober       |
| 4  | 2021 | 8–13 oktober       |
| 5  | 2022 | 1–6 april          |
| 6  | 2023 | 14–19 april        |
| 7  | 2024 | 5–10 april         |
| 8  | 2025 | (o.v.) 24–29 april |

## Festivalprogramma
Sinds 2023 bestaat het festival uit vier verschillende secties:
- Hoofdcompetitie
- Korte series competitie
- Documentaire series Competitie
- Buiten competitie

## Onderscheidingen
2018
- Beste serie: When Heroes Fly van Omri Givon (Israël)
- Beste prestatie: Francesco Montanari voor Cacciatore The Hunter (Italië)
- Special Acting Award: de cast van Miguel (Israël)
- Beste digitale serie: Dominos van Zoé Pelchat (Canada)
- Beste scenario: Mette Marit Bølstad voor State of Happiness (Noorwegen)
- Beste muziek: Ginge Anvik voor State of Happiness (Noorwegen)

2019
- Beste serie: Perfect Life van Leticia Dolera (Spanje)
- Beste korte serie: Over and Out van Connor Van Vuuren (Australië)
- Prijs voor Beste Acteur: Reshef Levi in Nehama (Israël)
- Best Music Award: Julian Maas & Christoph M. Kaiser in Bauhaus - A New Era (Duitsland)
- Prijs voor Beste Scenario: Bert Van Dael en Sanne Nuyens voor De twaalf (België)
- Special Acting Award: Leticia Dolera & Celia Freijeiro & Aixa Villagrán in Perfect Life (Spanje)

2020
- Beste serie: Partisan van Mauricio Molinari, Amir Chamdin en Fares Fares Fares11 (Zweden)
- Beste korte serie: Broder van Leandro Vital, Jonathan Barg, Andrés Sehinkman en Mauro Pérez Quinteros (Argentinië)
- Beste Actrice Award: Polina Maksimova voor 257 Reasons to Live (Rusland)
- Special Acting Award: De volledige cast van Red Light van Halina Reijn en Carice van Houten (België, Nederland)
- Prijs voor Beste Muziek: Jon Ekstrand en Carl-Johan Sevedag voor Top Dog (Zweden)
- Prijs voor Beste Scenario: Arnaud Malherbe en Marion Festraëts voor Moloch (Frankrijk)
- Le Parisien Publieksprijs: Validé van Franck Gastambide (Frankrijk)
- Studentenprijs: Red Light van Halina Reijn en Carice van Houten (België, Nederland)

2021
- Prijs voor Beste Serie: Mister 8 van Teemu Nikki en Jani Pösö (Finland)
- Prijs voor Beste Acteur: Pekka Strang voor Mister 8 (Finland)
- Prijs voor Beste Scenario: Ferdinand von Schirach voor The Allegation (Duitsland)
- Best Music Award: Giorgio Giampà voor Christian (Italië)
- Special Interpretation Award: de cast van Countrymen (Noorwegen)
- Studentenprijs voor Beste Lange Serie: Landgenoten van Izer Aliu en Anne Bjørnstad (Noorwegen)
- Publieksprijs voor Beste Serie in Competitie (in samenwerking met Canal+ en AlloCiné): Awake van Ljubica Lukovic en Matija Dragojević (Servië)
- Dior Grand Prix: The Allegation door Oliver Berben en Jan Ehlert (Duitsland)
- Prijs voor Beste Korte Serie: About Saturday van Liv Mari Ulla Mortensen (Noorwegen)
- Dior Award voor Beste Revelatie: Malik Gervais-Aubourg voor I Would Like to Be Erased (Canada)
- Studentenprijs voor Beste Korte Reeks: Lockdown van Gilles Coulier en Maarten Moerkerke (België)
- Publieksprijs voor Franse serie van het jaar (in samenwerking met TéléCableSat Hebdo en Canal+): Mixte

2022
- Prijs voor Beste Serie: The Lesson van Deakla Keydar (Israël)
- Dior Grand Prix: Audrey's Back van Guillaume Lambert en Florence Longpré (Canada)
- Beste scenario: Alex Eslam, Lisa Van Brakel, Senad Halilbasic, Erol Yesilkaya voor Souls (Duitsland)
- Best Music Award: Dascha Dauenhauer voor Souls (Duitsland)
- Special Acting Award: de cast van Audrey's Back (Canada)
- Prijs voor Beste Uitvoering: Maya Landsmann voor The Lesson (Israël)
- Studentenprijs voor Beste Lange Serie: Afterglow van Atle Knudsen en Kjetil Indregard (Noorwegen)
- Prijs voor Beste Kortfilm: Hacked door Anthony Van Biervliet en Ruben Vandenborre (België)
- Dior Award voor Beste Revelatie: Rosalie Vaillancourt voor Complètement Lycée (Canada)
- Studentenprijs voor Beste Korte Serie: Everything You Love van Marie Hafting (Noorwegen)

2023
- Prijs voor Beste Serie: Power Play van Silje Storstein, Kristin Grue, Johan Fasting (Noorwegen)
- Beste scenario: Woo-Sung Jeon, Byeong-Yun Choi, Jae-Min Kwak voor Bargain (Zuid-Korea)
- Best Music Award: Kåre Christoffer Vestrheim voor Power Play (Noorwegen)
- Special Interpretation Award: de cast van Carthago (Israël)
- Prijs voor Beste Uitvoering: Dar Zuzovsky voor Corduroy (Israël)
- Studentenprijs voor Beste Lange Serie: Carthago van Reshef Levi, Tomer Shani, Yannets Levi (Israël)
- Prijs voor Beste Korte Serie: The Left-handed Son van Rafael Cobos (Spanje)
- Studentenprijs voor Beste Korte Serie: L'air d'aller van Jean-Christophe Réhel (Canada)
- Prijs voor Beste Documentaire Serie: Draw for Change! van Vincent Coen, Guillaume Vandenberghe (België)
- Europa 1 Publieksprijs: Les Combattantes door Cécile Lorne en Camille Treiner

2024
- Prijs voor Beste Serie: The Zweiflers van David Hadda (Duitsland)
- Prijs voor Beste Scenario: Christopher Pahle voor Dumbsday (Noorwegen)
- Best Music Award: Marko Nyberg en Petja Virikko voor The Zweiflers (Duitsland)
- Special Acting Award: De cast van Operation Sabre (Servië, Bulgarije)
- Award voor Beste Prestatie: Aina Clotet voor This is not Sweden (Spanje, Zweden, Duitsland, Finland)
- Studentenprijs voor Beste Lange Serie: The Zweiflers van David Hadda (Duitsland)
- Prijs voor Beste Korte Serie: Rather Burn van Laura Grandinetti (Argentinië)
- Studentenprijs voor Beste Korte Serie: Money Shot van Jemina Jokisalo (Finland)
- Prijs voor Beste Documentaire Serie: DJ Mehdi: Made in France van Thibaut de Longeville (Frankrijk)
- Europa 1 Publieksprijs: Déter van Niels Rahou (Frankrijk)

### Speciale onderscheidingen
Icon Award
De prijs, uitgereikt door het Amerikaanse tijdschrift Variety (2018–2022) en de Franse televisiezender Canal+ (2023–), erkent uitstekende acteerprestaties die lof oogsten van critici en publiek.
- 2018: Michelle Dockery
- 2019: Diana Rigg
- 2020: Judith Light
- 2021: Connie Britton
- 2022: Gillian Anderson
- 2023: Sarah Michelle Gellar
- 2024: Kyle MacLachlan

Madame Figaro Rising Star Award
De prijs, uitgereikt door het Franse tijdschrift Madame Figaro, erkent een jonge actrice voor haar veelbelovende carrière.
- 2020: Daisy Edgar-Jones
- 2021: Phoebe Dynevor
- 2022: Sydney Sweeney
- 2023: Morfydd Clark
- 2024: Ella Purnell

Konbini Prix de l'Engagement
De prijs, uitgereikt door de Franse website Konbini, erkent een talent of een serie die zich heeft onderscheiden door de artistieke kwaliteit en de maatschappelijke, innovatieve of revolutionaire dimensie van zijn werk.
- 2021: Laurie Nunn
- 2022: Skam France
- 2023: Joey Soloway
- 2024: Michaela Jaé Rodriguez